# Diamonds in the Sky
Diamonds in the Sky es una película dramática nigeriana de 2018 dirigida por Kunle Afolayan y producida por Femi Adebayo. Está protagonizada por Femi Adebayo, Omowumi Dada y Joke Silva con Ali Nuhu, Bolaji Oba y Toyin Abraham en papeles secundarios.

## Sinopsis
En la película se cuentan las historias de tres familias que luchan contra la adversidad cuando el cáncer afecta sus vidas.

## Elenco
- Femi Adebayo como Kayode
- Omowumi Dada como Teniola
- Joke Silva como Aisha Dalhatu
- Ali Nuhu como Faisal Dalhaty
- Bolaji Oba como Ibrahim Dalhatu
- Toyin Abraham como Yesimi Gbeborun
- Yvonne Jegede como Halima
- Mogaji Majinyawa como tío Idi
- Adebayo Salami como papá de Kayode
- Ayo Mogaji como la mamá de Kayode
- Kayode Olaiya como Akanbi Aliyu
- Bimbo Akintola como Labake Aliyu
- Yemi Shodimu como Brainmoh Soji
- Faith Oyeniran como Supo Akanbi
- Farid Olajogun como Rele Akanbi
- Ebun Oloyede como Salamandra
- Adeola Okanipekun como Salewa
- Ayo Akinwale como Dr. Abdulabi
- Olayinka Yusuf como capataz
- Adamu Suabu como Gateman
- Yemi Adeite como criada
- Anuolowapo Janeth como criada
- Bada Michael como conductor
- Ayomide A. Adebayo como enfermera

## Lanzamiento y recepción
Recibió elogios de la crítica y se proyectó en todo el mundo. Fue nominada en once categorías en los Best of Nollywood Awards, incluyendo Mejor Actriz de Reparto, Mejor Actriz (Inglés) y Mejor Director.

### Premios y nominaciones
| Año  | Premios                  | Categoría                                   | Resultado | Ref.   |
| ---- | ------------------------ | ------------------------------------------- | --------- | ------ |
| 2019 | Best of Nollywood Awards | Mejor actriz en un papel principal - Inglés | Nominada  | [ 10 ] |
| 2019 | Best of Nollywood Awards | Mejor actriz de reparto - Inglés            | Nominada  | [ 10 ] |
| 2019 | Best of Nollywood Awards | Película con la mejor cinematografía        | Ganadora  | [ 10 ] |
| 2019 | Best of Nollywood Awards | Película del año                            | Nominada  | [ 10 ] |
| 2019 | Best of Nollywood Awards | Película con el mejor sonido                | Nominada  | [ 10 ] |
| 2019 | Best of Nollywood Awards | Mejor película con mensaje social           | Nominada  | [ 10 ] |
| 2019 | Best of Nollywood Awards | Director del año                            | Nominado  | [ 10 ] |
| 2019 | Best of Nollywood Awards | Mejor beso en una película                  | Nominado  | [ 10 ] |
| 2019 | Best of Nollywood Awards | Película con el mejor guion                 | Nominada  | [ 10 ] |
| 2019 | Best of Nollywood Awards | Película con el mejor diseño de producción  | Nominada  | [ 10 ] |